# Daniel Saita
Daniel Saita  (nacido el 19 de marzo de 1956, en Rosario) es un exfutbolista argentino. Debutó profesionalmente en Rosario Central.

## Carrera
Su primer partido como futbolista en Primera División fue por el Metropolitano 1975; Rosario Central venció 10-0 a Racing Club en Avellaneda, en un encuentro en el que ambos presentaron juveniles debido a una huelga de los profesionales. Continuó su carrera en Deportes Quindío de Colombia.

## Clubes
| Club             | País      | Año  |
| ---------------- | --------- | ---- |
| Rosario Central  | Argentina | 1975 |
| Deportes Quindío | Colombia  | 1976 |